# Qaqortoqs kommun
Qaqortoqs kommun var en kommun på Grönland fram till 1 januari 2009. Från detta datum ingår Qaqortoq i den nya storkommunen Kujalleq. Qaqortoq låg i amtet Kitaa. Huvudort var Qaqortoq.

## Byar
- Eqalugaarsuit
- Qassimiut
- Saarloq